# Фингарет, Самуэлла Иосифовна
Самуэлла Иосифовна Фингарет (9 ноября 1927, Москва — 2016, Хайфа) — русская советская писательница, египтолог.

## Биография
С пятилетнего возраста жила в Ленинграде. Её отец Иосиф Самойлович Фингарет в период НЭПа держал магазин медицинского оборудования, погиб при бомбёжке Ленинграда в 1941 году; мать — Минна (Минця) Самойловна Фингарет-Лещинская. Брат, старший лейтенант Михаил Иосифович Фингарет (1923—1943), командир взвода, кавалер ордена Красного Знамени, погиб на фронте.
Окончила восточный факультет Ленинградского университета, ученица М. Э. Матье. Работала на фабрике по росписи тканей, преподавала египтологию на историческом факультете ЛГУ и в Ленинградском высшем художественно-промышленном училище имени В. И. Мухиной. Около 20 лет, до 1982 года, работала экскурсоводом в Эрмитаже, опубликовала книгу «Искусство Древнего Египта в собрании Эрмитажа» (1970).
Известна, главным образом, как автор популярных исторических повестей для детей. Дебютировала книгой «Из лотоса рождается солнце» (1963), написанной на древнеегипетском материале и посвященной войне египтян с гиксосами, вторую книгу «Великий Бенин» (1973) посвятила другой древней африканской культуре. В дальнейшем вернулась к египетской теме в поздней книге «Тиара кобры и коршуна» (2004), а в книге «Три сказки Страны пирамид» (1987, перевод на иврит 2000) пересказала три древнеегипетские сказки: сказки папирус Весткар, сказку о потерпевшем кораблекрушение и Царь Рампсинит и неуловимый вор (известную из книги История Геродота). Среднеазиатским древностям и археологическим изысканиям посвящена повесть «Друзья из Сары-Тепе» (1976), российской старине — «Богат и славен город Москва» (1980), «Скифы в остроконечных шапках» (1982), «Дёмка — камнерез владимирский» (1985). Все книги для детей и юношества были переизданы издательским домом Мещерякова в 2017 году.
В начале 1960-х годов была дружна с Иосифом Бродским, посвятившим ей несколько стихотворных экспромтов, в том числе стихотворение «Блюз для Эллы Фингарет».